# Andy McCluskey
George Andrew McCluskey, conocido artísticamente como Andy McCluskey (Heswall, Cheshire, Inglaterra, 24 de junio de 1959), es un cantante, compositor, músico y productor discográfico británico, conocido por ser miembro fundador de la banda de synth pop británica Orchestral Manoeuvres in the Dark (OMD).
Nacido en la península de Wirral, condado de Cheshire, McCluskey conoce a Paul Humphreys en el colegio, y forma con él en 1977 una banda experimental y electrónica llamada The Id. Al separarse ésta, McCluskey se une a una banda electrónica llamada Dalek I Love You, pero dura poco tiempo en la formación, saliéndose y reuniéndose con Humphreys para formar Orchestral Manoeuvres in the Dark (OMD).

## Instrumentos
Su instrumento musical principal es el bajo. El primero de su vida y carrera fue un Wilson Rapier para zurdos, comprado de segunda mano en 1975, siendo utilizado durante cuatro años, inclusive en los primeros conciertos de OMD y para la grabación del primer sencillo del grupo, Electricity, hasta que fue robado durante la primera gira del dúo en Londres en 1979. Posteriormente, ese mismo año, McCluskey compra un Fender Jazz Bass de 1974, su principal bajo hasta 2016, cuando fue retirado y reemplazado por una versión FSX Deluxe del mismo modelo y marca. También utilizó una Rickenbacker y una primera versión de la Fender Precision Bass (lanzada en 1954, pero con partes que datan del año anterior).

## Compositor
Junto a Paul Humphreys es el compositor de los temas de OMD, excepto en los álbumes Sugar Tax (1991), Liberator (1993) y Universal (1996) que, en realidad, fueron trabajos solistas de McCluskey.

## Otros trabajos
En 1999,  McCluskey fue el creador del girl group Atomic Kitten, un trío de cantantes pop, originarias de Liverpool.